# French Open 1978
Wielkoszlemowy turniej tenisowy French Open w 1978 rozegrano w dniach 29 maja - 11 czerwca, na kortach im. Rolanda Garrosa w Paryżu.

## Zwycięzcy

### Gra pojedyncza mężczyzn
Björn Borg -  Guillermo Vilas 6–1, 6–1, 6–3

### Gra pojedyncza kobiet
Virginia Ruzici -  Mima Jaušovec 6–2, 6–2

### Gra podwójna mężczyzn
Gene Mayer /  Hank Pfister -  José Higueras /  Manuel Orantes 6–3, 6–2, 6–2

### Gra podwójna kobiet
Mima Jaušovec /  Virginia Ruzici -  Lesley Turner Bowrey /  Gail Sherriff Chanfreau 5–7, 6–4, 8–6

### Gra mieszana
Renáta Tomanová /  Pavel Složil -  Virginia Ruzici /  Patrice Dominguez 7–6, krecz